# Oscar Otte
Oscar Otte (Colònia, 16 de juliol de 1993) és un tennista professional alemany.
Ha desenvolupat la major part de la seva carrera en els circuits ATP Challenger i ITF Futures. El seu lloc més alt mai al rànquing individual de l'ATP va ser el número 129, aconseguit el 16 d'octubre de 2017, i al rànquing de dobles el 161, aconseguit el 15 de maig de 2017. Ha format part de l'equip alemany de Copa Davis esporàdicament.

## Palmarès

### Dobles masculins: 1 (0−1)
| Llegenda                          |
| --------------------------------- |
| Grand Slams (0−0)                 |
| ATP Finals (0−0)                  |
| ATP World Tour Masters 1000 (0−0) |
| ATP World Tour 500 (0−0)          |
| ATP World Tour 250 (0−1)          |

| Títols per superfície |
| --------------------- |
| Dura (0−1)            |
| Gespa (0−0)           |
| Terra batuda (0−0)    |

| Resultat  | Núm. | Data                | Torneig         | Superfície | Parella        | Oponents                       | Marcador         |
| --------- | ---- | ------------------- | --------------- | ---------- | -------------- | ------------------------------ | ---------------- |
| Finalista | 1.   | 2 d'octubre de 2022 | Sofia, Bulgària | Dura (i)   | Fabian Fallert | Rafael Matos D. Vega Hernández | 6−3, 5−7, [8−10] |

## Trajectòria

### Individual
| Open d'Austràlia | A   | Q1  | Q3  | Q1  | Q1  | 2R    | 1R   | A | 0 / 2   | 1 – 2   |
| Roland Garros | Q3  | 1R  | 2R  | Q2  | 1R  | 1R    | 1R   | A | 0 / 5   | 1 – 5   |
| Wimbledon | Q1  | Q1  | Q2  | NC  | 2R  | 3R    | 2R   | A | 0 / 3   | 4 – 3   |
| US Open | A   | Q1  | Q2  | A   | 4R  | 1R    | A    | A | 0 / 2   | 3 – 2   |
| Total Victòries−Derrotes                                                                                                   | 0−0 | 1−2 | 1−3 | 2−2 | 4−4 | 19−26 | 6−14 |   | 33 – 52 | 33 – 52 |
| Rànquing a final d'any | 131 | 167 | 163 | 140 | 101 | 76    | 252  |   |         |         |
| Llegenda: G: Guanyador; F: Finalista; SF: Semifinalista; QF: Quarts de final; Q: Qualificació; A: Absent; RR: Round Robin; |     |     |     |     |     |       |      |   |         |         |